# Oswiu di Northumbria
Oswiu (612 – 670) fu sovrano di Bernicia dal 642 e riunificò di nuovo questo regno e quello di Deira, governato inizialmente da sovrani dipendenti, ricostituendo così la Northumbria.

## Biografia
Figlio di Aethelfrith, alla morte del fratello Oswald, ucciso nella battaglia di Maserfield (642) dai merciani, la Northumbria si frantumò di nuovo in due regni: Oswiu salì sul trono di Bernicia, mentre Oswine, figlio di Osric e parente di Edwin, salì su quello di Deira, probabilmente intorno al 644.
In breve tempo, grazie all'appoggio della Chiesa di Roma e a una serie di alleanze matrimoniali, andò rafforzando la sua posizione e quella del suo regno. Nel 642 sposò Eanfled, figlia di Edwin, riunendo in tal modo le due dinastie rivali di Bernicia e di Deira. Le figlie Alchflaed e Osthryth andarono spose rispettivamente Peada e Aethelred, figli del suo nemico, re Penda di Mercia. Oswiu favorì inoltre la conversione al cristianesimo dell'Essex, convincendo re Sigeberht II ad accogliere la predicazione di san Cedd, fratello di Chad di Mercia.
Riuscì poi a soggiogare i britanni, i pitti e gli scoti e nel 651 organizzò a Gilling l'assassinio di Oswine di Deira, aprendo così la strada alla riconquista di quel regno. Sul trono di Deira collocò inizialmente il nipote, Aethelwald, figlio del fratello Oswald.
Penda di Mercia, spaventato dalla crescente potenza di Oswiu e nonostante i legami di parentela, attaccò più volte il regno di Oswiu e sembra che in un'occasione abbia addirittura assediato la città reale di Bamburgh. Nel 655 il sovrano di Mercia raccolse un potente esercito di "30 legioni", alleandosi con il Gwynedd e con l'Anglia orientale. A fianco di Penda si schierò anche Aethelwald, nipote di Oswiu, che quest'ultimo aveva posto sul trono di Deira. Oswiu fu all'inizio costretto a ritirarsi nella parte settentrionale del suo regno, dove fu assediato a Iudeu (forse Stirling). Ciò che accadde dopo non è del tutto chiaro, ma alla fine, nella decisiva battaglia di Winwaed (15 novembre 655) Oswiu sconfisse e uccise Penda. Dopo la vittoria, il trono di Deira andò al figlio maggiore di Oswiu, Alchfrith, come sovrano dipendente dal padre (mentre di Aethelwald non si hanno più notizie). Quest'ultimo fu probabilmente deposto intorno al 664-665 per essersi ribellato. Oswiu esercitò quindi direttamente il proprio potere anche su Deira. La Northumbria era rinata.
Secondo la Cronaca anglosassone, dopo la vittoria su Penda Oswiu fu considerato bretwalda (cioè re supremo anglosassone), mentre per Beda il Venerabile fu l'ultimo sovrano ad aver avuto l'imperium. La Mercia fu invece divisa in due parti: il sud andò a Peada, figlio di Penda e genero di Oswiu, mentre Oswiu stesso si impossessò della parte settentrionale del regno. Come ringraziamento per la vittoria, egli consacrò la figlia Rifled alla Chiesa e fondò l'abbazia di Whitby. È più o meno in questo periodo che avrebbe guadagnato alcune posizioni nel regno dei pitti (nell'odierna Scozia) grazie al loro sovrano, Talorgan I dei Pitti, figlio di suo fratello Eanfrith.
Alla morte di Peada nel 656, Oswiu assunse il controllo dell'intera Mercia, ma fu rovesciato nel 658 da una rivolta guidata da Wulfhere, fratello di Peada. Nonostante ciò, Oswiu rimase il sovrano più potente e influente dell'epoca. Nel 660 Oswiu fece sposare al figlio Ecgfrith Aethelthryth, figlia di Anna, re dell'Anglia orientale. Nel 664, nel sinodo di Whitby, Oswiu accettò la liturgia e gli usi della Chiesa cattolica, causando così la partenza di san Colman e la nomina di Wilfrid a vescovo di York.
Oswiu morì nel 670. Gli succedette sul trono il figlio Ecgfrith, il quale conferì il trono di Deira al fratello minore Aelfwine.

### Fonti antiche
- Beda il Venerabile, Historia ecclesiastica gentis Anglorum Book III, Chapters XXI and XXIV. Archiviato il 13 maggio 2011 in Internet Archive.
- Cronaca anglosassone, 654–656.